# Janow Stan

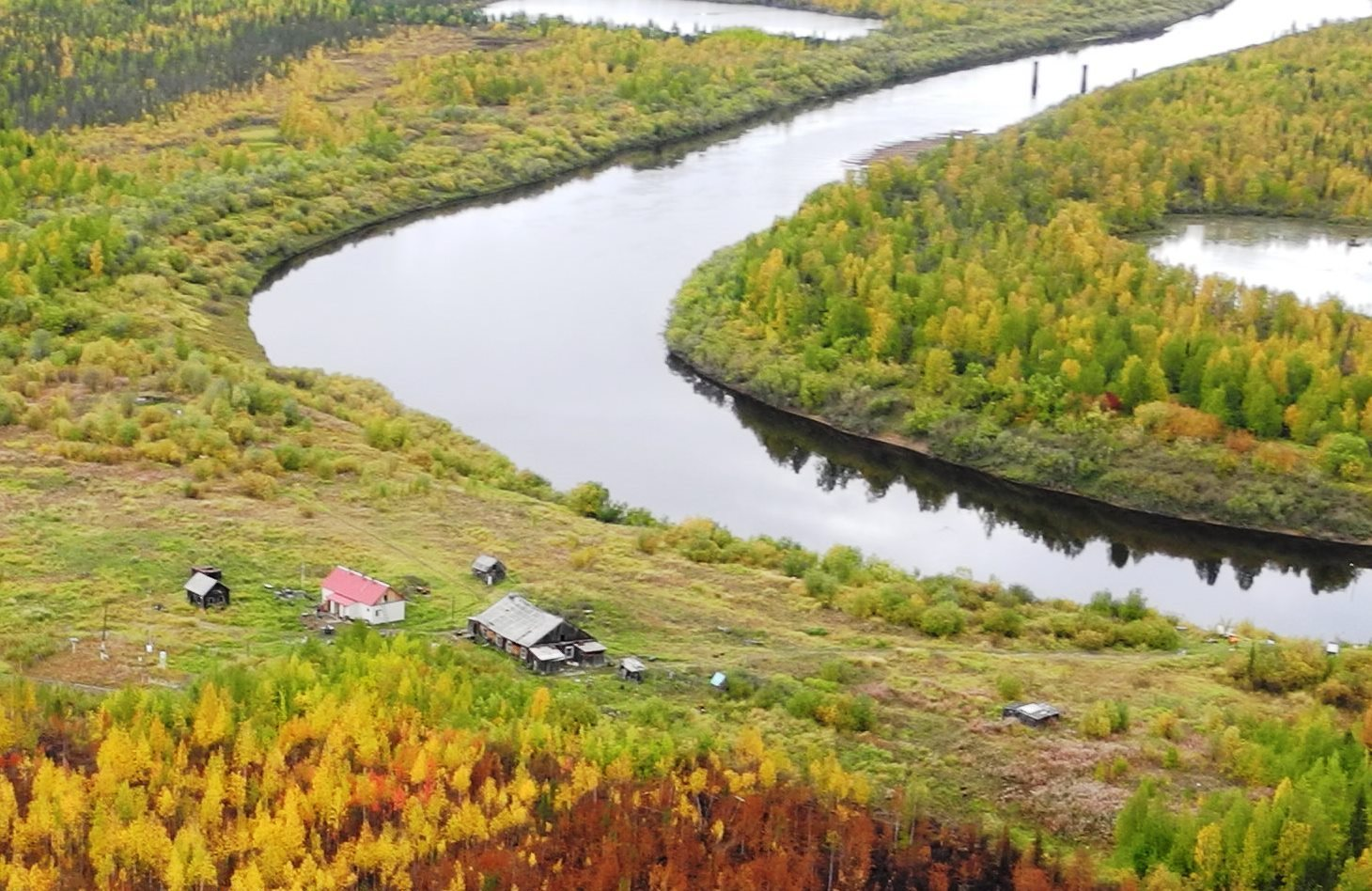
Die Siedlung Janow Stan. Im Vordergrund erkennt man noch die Reste des Tundrabrandes vom Sommer 2013 (schwarze Vegetation), links darüber das alte Schulgebäude (helles Dach). Das neue Gebäude (rotes Dach) ist das Wohnhaus des Meteorologen, seine Wetterstation ist die graue quadratische Grasfläche links am Bildrand. Die kleinen schwarzen Hütten sind die letzten zwei der ehemals fünf, fast 100 Jahre alten Wohnhütten. Ganz im Hintergrund befinden sich die Pfeiler der unfertigen Brücke über den Turuchan.

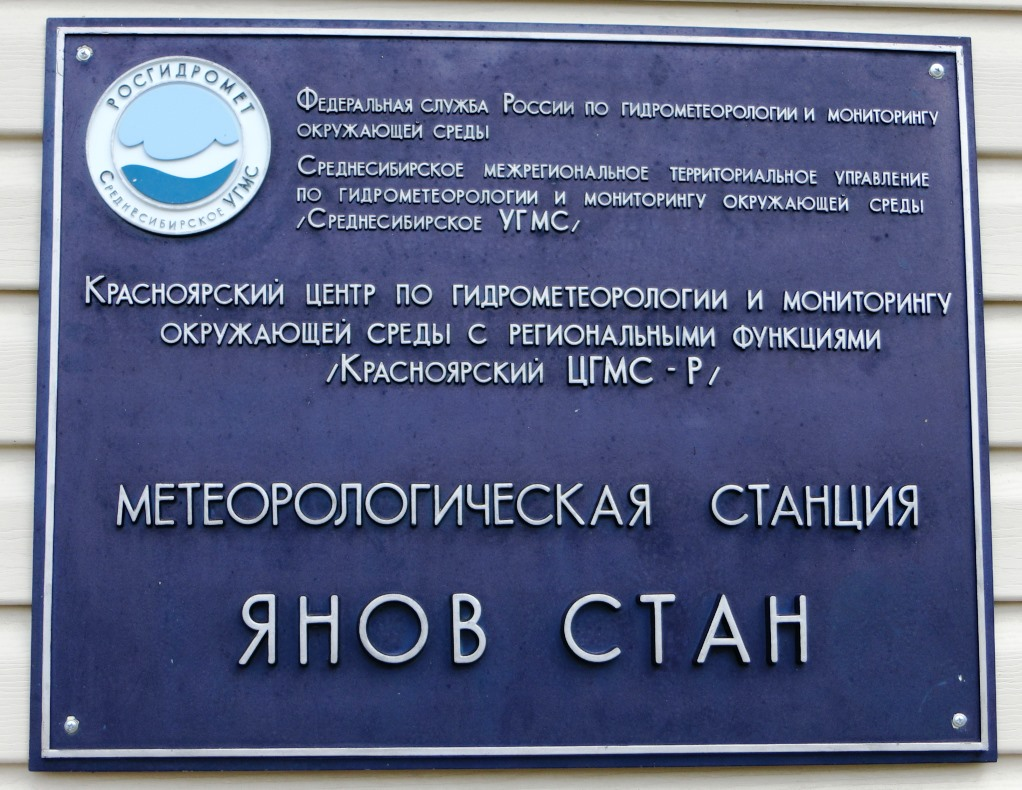
Die Meteorologische Station von Janow Stan

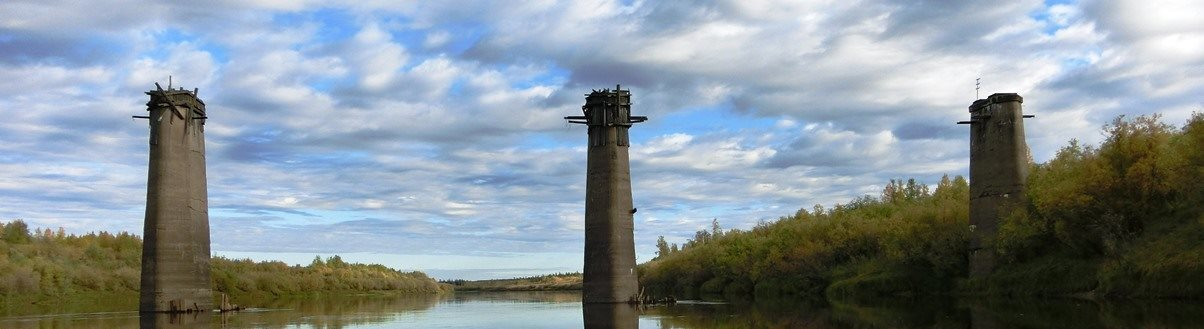
Die unfertige Brücke über den Turuchan bei Janow Stan. Blick vom Fluss in Richtung Norden auf drei von insgesamt vier fertiggestellte Pfeiler (der linke Uferpfeiler ist nicht zu sehen). Die Holzbalken im Wasser sollen den Stahlbeton gegen die Eisschollen schützen. Rechts auf dem Pfeiler kann man noch die Überreste einer Telegraphenleitung erkennen, die in den 50er Jahren von Moskau bis nach Igarka verlief. Zum Größenvergleich: Die Pfeiler stehen jeweils 27 Meter auseinander.

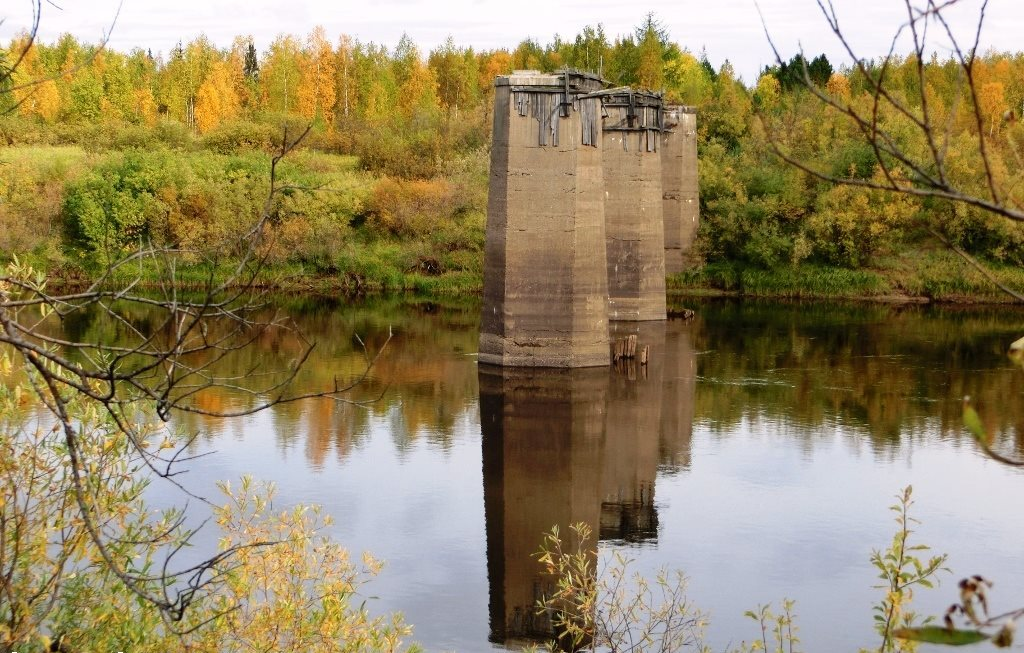
Die fast fertigen Brückenpfeiler: Man kann deutlich erkennen, wie die Verschalung nicht mehr entfernt worden ist und nunmehr seit 60 Jahre der Witterung trotzt. Dass noch Pfeiler fehlen, ist deutlich zu erkennen: Zwei Stück hätten es noch werden sollen.

Janow Stan (russisch Янов Стан) ist eine kleine Siedlung am Fluss Turuchan, einem linken Nebenfluss des Jenissei, im westsibirischen Tiefland. Der Ort gehört verwaltungstechnisch zur Region Krasnojarsk (Zentral-Sibirien) und entwickelte sich zwischen 1949 und 1953 zu einer kleinen Ortschaft, als auf Anordnung von Josef Stalin die Polarkreiseisenbahn, die sog. Stalinbahn, entlang des Nordpolarmeeres gebaut wurde. Janow Stan fiel bei diesem Eisenbahnprojekt eine große Bedeutung zu.
Der Ort hat zurzeit nur sehr wenig Bewohner, die dauerhaft hier leben.

## Lage und strategische Bedeutung
Am Oberlauf des Flusses Turuchan liegt die Siedlung Janow Stan. Das Gebiet steht unter dem Einfluss polarer Witterung, weshalb man mitunter „auch im Juli, den Atem der Arktis spürt.“ Der Turuchan ist fast acht Monate im Jahr zugefroren. In den wenigen eisfreien Monaten ist er aber bis Janow Stan nur von Mitte Juni bis Ende Juli sicher schiffbar. Danach führt der Turuchan, je nach Intensität der letzten Schneeschmelze bzw. der Regenmenge, zu wenig Wasser.
Janow Stan gab es als Handelsplatz für Pelze schon länger, aber mit dem Bau der Stalinbahn von 1949 bis 1953 hat die Siedlung an strategischer Bedeutung gewonnen. Die Stalinbahn verläuft über 1264 km vom Polarural in Richtung Osten. Die fünf großen Flüsse in dieser Gegend fließen jedoch von Süden nach Norden, so dass es nur fünf Punkte an der ganzen Bahnstrecke gab, die man in der kurzen eisfreien Zeit direkt erreichen konnte. Schiffbare Flüsse, die parallel der Stalinbahn verlaufen und über die man Material direkt an die Baustelle bringen konnte, gibt es so gut wie nicht. Die große Ausnahme war der Fluss Turuchan! Somit war Janow Stan gut erreichbar, obwohl es in einem ansonsten schwer zugänglichen Gebiet liegt. Denn die Ortschaft befindet sich im Gebiet des Permafrostes, welcher im Sommer, wenn die Oberfläche auftaut, alles in Matsch und Moor verwandelt. Befestigte Straßen bis zu den nächsten Ortschaften gab es (übrigens bis heute) über so große Entfernungen in der fast menschenleeren Gegend nicht. Die Bevölkerungsdichte lag dort um 1949 bei nur 0,05 Personen pro km². Nach Abbruch der Arbeiten an der Stalinbahn hat der Ort seine strategische bzw. logistische Bedeutung wieder verloren.

## Frühere Bedeutung
In einem Volkszählungsbericht aus dem Polargebiet der früheren Sowjetunion von 1926/27 wurde vermerkt, dass Janow Stan ein wichtiger Umschlagsplatz für Pelze war. Die Jäger kamen im Winter hierher und verkauften ihre Ware an Zwischenhändler. In der Region leben die Volksgruppen der Selkupen und der Nenzen. Im Jahr 1924 eröffnete in Janow Stan sogar eine Art Internat für die Kinder dieser Nomadenvölker. Schuldirektor war von 1925 bis 1928 Georgi Prokofjew. Er war ein bekannter Forscher, der die Sprache und Kultur der Selkupen, der Nenzen und andere Samojedische Völker erforschte. Seine Frau, Ekaterina Prokofjew, eine Ethnographin, auf deren Veröffentlichungen sich fast alle modernen Forscher der traditionellen selkupischen Kultur beziehen, arbeitete hier als Lehrerin. Prokofjew schrieb 1931 über seine Jahre in Janow Stan: „Im Jahr 1925 standen in Janow Stan sechs Hütten. ... Die Bevölkerung des Dorfes bestand aus vier russischen Familien, einschließlich meiner Frau und der einjährigen Tochter. Der Rest der Bevölkerung waren sechs einheimische Familien und neun Internatsschüler. Alle Menschen drängten sich in den fünf kleinen Hütten und in zwei Unterständen. Für mich und meine Familie stand ein Raum von 3,2 × 3,6 Meter zur Verfügung.“ Im Jahr 1927 hatte der „Ausschuss des Nordens“ in Janow Stan schließlich ein Schulgebäude gebaut.
Seit 1924 gehörte das Gebiet zum Verwaltungsbereich der „Taz Tundra“. Im Jahr 1944 gab es eine Gebietsreform, durch die Janow Stan plötzlich am Rande der Region Krasnojarsk lag, nur 40 Kilometer von der Grenze zum autonomen Kreis der Jamal-Nenzen entfernt. Dadurch hatte Janow Stan seine Bedeutung als Zentrum der Selkupen verloren. Diese zogen nun nach Farkovo, das 213 Kilometer flussabwärts, also östlicher in Richtung Jenissei, liegt. Janow Stan wurde allmählich fast entvölkert.

## Janow Stan wird ein bedeutender Umschlagplatz für die Stalinbahn
Im Januar 1949 entschied Josef Stalin im fernen Moskau über den Bau einer eingleisigen Bahnstrecke. Diese sollte von der asiatischen Seite des Polarurals in Richtung Osten verlaufen. Die Geologen und Ingenieure entschieden, die nach dem „Ideenträger“ benannte Stalinbahn, entlang der kleinen Siedlung Janow Stan zu verlegen und hier sogar einen Bahnhof zu bauen. Ab 1949 brachte man Zehntausende Gulag-Zwangsarbeiter über den Fluss Jenissei aus dem Süden Sibiriens in dieses Gebiet. Tausende wurden an der Ortschaft Turuchansk auf kleinere Frachtschiffe umgeladen und über den Turuchan, die 288 Flusskilometer bis nach Janow Stan gebracht. Dort wurden sie auf die Arbeitslager verteilt, die entlang der zu bauenden Bahntrasse, oft unter primitiven Umständen, eingerichtet wurden. Den Aufzeichnungen nach müssten insgesamt 4252 Arbeitskräfte in Janow Stan angekommen sein.
Schon im ersten Jahr brachte man ab Juni 1949 1500 GULag-Häftlinge und 10.000 Tonnen Baumaterial hierher. Auch in den drei folgenden, sehr kurzen Perioden des Turuchan-Hochwassers (1950, 1951 und 1952) kamen immer wieder neues Material und neue Gefangene hier an. Sogar noch in der letzten Navigationsperiode (also im Juni/Juli 1952) sind 22.480 Tonnen Material angeliefert worden. Je nach Pegel und dementsprechenden Tiefgang lag die Zuladung eines Schleppverbandes bei maximal 3000 Tonnen. Das Aufteilen in das Antriebsschiff und die sog. Leichter, hat den Vorteil, schwere Lasten bei geringem Tiefgang transportieren zu können.
Bis 1953 entstanden ab Janow Stan zwei fertige Bahnstreckenabschnitte. Einer führte über 140 Kilometer bis ins nordöstlich gelegene Jermakowo und der andere ging in Richtung Westen bis zum Fluss Großer Prodigal, wo man Schienen in einer Gesamtlänge von 36 Kilometer verlegte. Anfang 1953 wurde sogar ein Personenverkehr in Richtung Osten bis nach Jermakowo eröffnet. Für die westliche Strecke wurden zwei Lokomotiven per Schiff angeliefert, die die Bauarbeiten unterstützten. Eine Verbindung der beiden Bahnstrecken gab es nicht, denn der Bau einer Brücke über den Turuchan bei Janow Stan wurde nicht mehr vollendet. Auch der Bahnhof von Janow Stan blieb eine Illusion, obwohl sein exakter Standort schon festgelegt war. Zwei parallele Gleiskörper wurden hierfür schon aufgeschüttet, vielleicht auch ein hölzerner Bahnsteig errichtet, aber für den Bau eines Bahnhofsgebäudes blieb keine Zeit mehr.

## Die Zeit nach Abbruch der Bauarbeiten an der Stalinbahn
Als der Trassenbau nach Stalins Tod (5. März 1953) umgehend gestoppt wurde, entschied man sich, noch in der gleichen Schifffahrtsperiode die meisten Gefangenen aus Janow Stan abzutransportieren. Alles wurde stehen und liegen gelassen. Noch heute zeugt die nicht entfernte Kletterschalung an den Brückenpfeilern von der abrupten Beendigung der Bauarbeiten. Kaum etwas wurde demontiert; was nicht sofort mitgenommen werden konnte, blieb stehen. Wie viele Personen in den nächsten Jahren in Janow Stan lebten, ist nicht bekannt.
Im Jahre 1964 entstand erneute Betriebsamkeit in Janow Stan. Man hatte entschieden, die Schienen in dieser Schifffahrtsperiode zu demontieren und nach Norilsk zu transportieren. Ob in diesem Zusammenhang die zwei Lokomotiven auf dem östlich von Janow Stan gelegenen Streckenabschnitt von den Schienen gestoßen wurden, ist nicht mehr bekannt. Viel genutzt hat das Umstürzen jedoch nicht, denn man demontierte nur die Schienen von Jermakowo bis Janow Stan. Von den weiter westlich gelegenen Schienen sind so gut wie keine demontiert worden und liegen somit noch heute.

## Janow Stan heute
Derzeit wird die Siedlung nur noch wegen der Wetterstation aufrechterhalten. Sie wird manuell betrieben; alle drei Stunden werden diverse Messwerte abgelesen und per Funk übertragen. Von den fünf kleinen Hütten, von denen Prokofjew 1931 schrieb, sind drei abgerissen und durch ein größeres, mit Blech verkleidetes Haus, in dem der diensthabende Meteorologe wohnt, ersetzt worden. Nur das für die damalige Zeit ausgesprochen große Schulgebäude erinnert noch an diese Zeit.
Heute ragen nur noch die unvollendeten Beton-Brückenpfeiler im Turuchan spektakulär in den Himmel. Sie sind das Wahrzeichen von Janow Stan. Wie mahnende Stelen erinnern sie – wahrscheinlich noch für lange Zeit – an den Traum eines einzelnen Machthabers, der nie Wirklichkeit geworden ist.

## Bevölkerungsentwicklung
| Jahr | Einwohner |
| ---- | --------- |
| 1925 | ca. 50    |
| 1952 | ?[*]      |
| 2006 | 7         |
| 2010 | 20        |
| 2015 | ca. 5     |

[*] Da in der unmittelbaren Nähe von Janow Stan keine Ruinen von Häusern o. ä. zu finden sind, ist davon auszugehen, dass die vielen Gefangenen von hier aus direkt auf die westlich und östlich gelegenen Lager verteilt wurden. Die Unterbringung der Mitarbeiter die die Logistik organisierten, könnte in halbwegs winterfesten Zelten – so wie sie in Jermakowo im großen Stil verwendet wurden – erfolgt sein. Über die Anzahl der in dieser Zeit hier dauerhaft lebenden Menschen gibt die Literatur keinen Hinweis.